# Валмиера (баскетбольный клуб)
БК «Валмиера» (латыш. BK Valmiera) — латвийский бывший баскетбольный клуб из одноимённого города. Спортивный клуб «Валмиера», частью которого является баскетбольная команда, основан в 2001 году, расформирован в 2018 году. До 2001 года в чемпионате Латвии выступал клуб с аналогичным названием. БК «Валмиера» участвовал также в Балтийской баскетбольной лиге. В сезоне 2015/2016 выиграли свой единственный чемпионат Латвии.

## Результаты выступлений в чемпионате Латвии
- 1993 — 9-е
- 1994 — 9-е
- 1995 — 8-е
- 1996 — дисквалификация
- 1998 — 8-е
- 1999 — 8-е
- 2000 — 7-е
- 2001 — 7-е
- 2002 — 6-е
- 2003 — 3-е
- 2004 — 4-е
- 2005 — 3-е
- 2006 — 5-е
- 2007 — 5-е
- 2008 — 5-е
- 2009 — 5-е
- 2010 — 4-е
- 2011 — 5-е
- 2012 — 5-е
- 2013 — 3-е
- 2014 — 5-е
- 2015 — 7-е
- 2016 — 1-е
- 2017 — 4-е
- 2018 — 9-е

## Результаты выступлений в Балтийской баскетбольной лиге
- 2005 — 8-е
- 2006 — 7-е
- 2007 — 7-е
- 2008 — 9-е
- 2009 — 9-е
- 2010 — 8-е
- 2011 — 12-е
- 2012 — 5-е
- 2013 — 1/8 финала
- 2014 — 1/8 финала
- 2015 — 1/8 финала
- 2016 — 4-е
- 2017 — четвертьфинал
- 2018 — 9-е